# Ariocarpus bravoanus
Espèce
Synonymes
- Ariocarpus bravoanus subsp. hintonii (W. St. & N.P. Tay.) E.F. Anderson & W.A.F. Maurice[2]
- Ariocarpus fissuratus subsp. bravoanus (H.M.Hern. & E.F.Anderson) Lüthy[3]
- Ariocarpus fissuratus subsp. bravoanus (Hernándes & Anderson) Luthy[2]
- Ariocarpus fissuratus subsp. hintonii (W. Stuppy & N.P. Taylor) Halda[2]
- Ariocarpus fissuratus var. hintonii W. Stuppy & N.P. Taylor[2]
- Ariocarpus kotschoubeyanus subsp. bravoanus (H.M. Hernández & E.F. Anderson) Halda[2]
- Ariocarpus kotschoubeyanus subsp. bravoanus (H.M.Hern. & E.F.Anderson) Halda[3]

Statut de conservation UICN

 EN B1ab(ii,iii,v) : En danger
Ariocarpus bravoanus est un cactus endémique de San Luis Potosí au Mexique. 

## Liste des sous-espèces
Selon Catalogue of Life (25 avril 2017) :
- sous-espèce Ariocarpus bravoanus subsp. bravoanus
- sous-espèce Ariocarpus bravoanus subsp. hintonii (Stuppy & N.P. Taylor) E.F. Anderson & W.A. Fitz Maur.